# Canals (Argentinië)
Canals is een plaats in het Argentijnse bestuurlijke gebied Unión in de provincie Córdoba. De plaats telt 8.343 inwoners.